# Jason Brooks
Jason Maxwell Brooks (Colorado Springs, Colorado, 10 de Maio de 1966) é um ator estadunidense, mais conhecido por seus trabalhos como Sean Monroe em Baywatch e Peter Blake em Days of Our Lives.

## Biografia

### Vida pessoal
Jason Brooks nasceu em Colorado Springs, sendo o caçula dos três filhos do casal Brooks, mas logo a família se mudou para Los Angeles, e foi lá onde ele cresceu. Durante seu período na universidade, onde fazia o curso de administração, ele se envolveu em uma variedade de negócios, e um deles se tornou extremamente bem-sucedido, o Island Yogurt, uma empresa de iogurtes dietéticos.
Apesar do sucesso na carreira de administrador e investidor, Brooks não tinha certeza se era realmente isto que queria, e investiu algum dinheiro em aulas de teatro, achou um agente, e uma carreira começou.
Atualmente ele divide seu tempo entre Los Angeles e o Havaí, ao lado da esposa Corinne, com quem se casou em 1994, e do filho Jaredan, nascido em 1999.

### Carreira
Em 1993, os diretores de elenco de Baywatch ficaram impressionados com a performance de Brooks quando ele fez um teste para um papel no seriado, e pouco depois do início das filmagens do episódio onde ele participaria, o ator conseguiu um papel em Days of Our Lives, como Peter Blake. Sendo aclamado como um dos "homens mais sexy na televisão" pela Soap Opera Digest, e vencendo o prêmio de "melhor vilão" no Soap Opera Awards de 1995, Brooks até hoje é reconhecido por seu papel de três anos na telenovela.
Posteriormente, ele participaria de seriados de sucesso do horário nobre, como Friends, The Pretender, Early Edition e The Love Boat: The Next Wave, e também de telefilmes como Three Secrets, The Darwin Conspiracy e Alibi, ao lado de Tori Spelling.
No ano 2000, Brooks voltaria a Baywatch, em outro papel, Sean Monroe, o novo responsável pelo treinamento de novos salva-vidas, nas duas últimas temporadas do seriado. Logo depois, vieram participações em alguns filmes de menor expressão, como Flying Virus e Purgatory Flats, ao lado de Amanda Foreman, e outras atuações em séries de televisão como convidado especial em Charmed, Las Vegas e NCIS. Mais recentemente, o ator participou dos filmes Lime Salted Love e Submission, e de algumas séries de televisão de sucesso, como The Closer, Boston Legal, CSI: NY e The Suite Life of Zack & Cody.

## Filmografia

### Televisão
- 2008 Without a Trace como Connor Banes
- 2008 Las Vegas como Barry Limnick
- 2007 The Closer como Scott Mason
- 2007 The Suite Life of Zack & Cody como Dakota Smith
- 2006 CSI: NY como Paul White
- 2006 Pepper Dennis como Bryce
- 2005 Boston Legal como Justin Murray
- 2004 JAG como John Ditullio
- 2003 NCIS como Danny O'Donnell
- 2003 CSI: Miami como Carl Purdue
- 2003 The Practice como Adam Morris
- 2003 Las Vegas como Barry Limnick
- 2003 Dragnet como Gerald Canin
- 2002 Charmed como Bacarra
- 2001 Baywatch como Sean Monroe
- 2000 The Pretender como Thomas Gates
- 1998 Early Edition como Nick Sterling
- 1998 The Love Boat: The Next Wave como Luke Stanley
- 1997 Friends como Rick
- 1996 Days of Our Lives como Peter Blake

### Cinema
- 2009 Burning Palms como Steve
- 2006 Lime Salted Love como Justin
- 2006 Submission como Buddy Blankenship
- 2002 The Rose Technique como Eddie
- 2002 Purgatory Flats como Martin Reed
- 2001 Flying Virus como Scotty
- 1998 Making It Home como Carl
- 1991 Bloodmatch como Steve Buscomo

## Prêmios
| Ano  | Premiação                | Categoria    | Indicado(s)                        | Resultado |
| ---- | ------------------------ | ------------ | ---------------------------------- | --------- |
| 1995 | Soap Opera Digest Awards | Melhor vilão | Jason Brooks por Days of Our Lives | Vencedor  |